# Anusin
Anusin [pronunciación en polaco: /aˈnuɕin/] es un pueblo ubicado en el distrito administrativo de Gmina Zadzim, dentro del Distrito de Poddębice, Voivodato de Łódź, en Polonia central. Se encuentra aproximadamente a 8 kilómetros al noreste de Zadzim, a 11 kilómetros al sur de Poddębice, y a 37 kilómetros al oeste de la capital regional Łódź.
El pueblo tiene una población de 100 habitantes.